# Max Steel

Logo della linea Max Steel

Max Steel è una linea di action figures prodotta dalla Mattel a partire dal 1999. Molto simile alla coeva linea Action Man della Hasbro, è quasi interamente costituita da versioni diverse di Max Steel, il personaggio principale, uno o due dei suoi nemici, un paio di veicoli e due o tre pacchetti speciali.

## Caratteristiche
Max Steel era in origine una action figure da 12", la medesima altezza di Barbie e di G.I. Joe, con braccia e gambe snodabili, e "vestibile", cioè con abiti in stoffa che potevano essere cambiati, e quindi accessoriato di completi alternativi militari, d'avventura o sportivi. Gli abiti non erano collegati alla serie televisiva e questo tipo di accessori non lo rendevano molto dissimile dall'action figure storica di casa Mattel prodotta tra gli anni settanta e ottanta, di cui Max Steel rappresenta in un certo senso l'erede, cioè Big Jim. Questa prima versione di Max Steel era inoltre calata in una tematica d'azione, spionistica con sfumature fantascientifiche, che lo contrapponeva ad alcuni nemici.
Attualmente è invece una action figure di dimensioni ridotte a circa la metà: 6", cioè 16 cm, meno snodabile, non "vestibile", cioè realizzato in un unico stampo che comprende una tuta integrale, e calato in una tematica completamente fantascientifica, corredato di accessori e veicoli, e contrapposto a una serie di nemici non umani.

## Storia
La prima linea di giocattoli venne lanciata sul mercato nel 1999, poco tempo prima dell'inizio delle trasmissioni della serie televisiva, ed ogni nuovo personaggio, arma o veicolo distribuito, faceva una breve apparizione anche nella serie televisiva. Soltanto alcune delle prime versioni di Max Steel e dei suoi costumi erano slegate dalle controparti animate e più simili ai giocattoli degli anni settanta ed ottanta come Big Jim. La prima action figure di Max Steel ad indossare lo stesso costume di quello presente nella serie televisiva è stato il modello, "Going Turbo!", distribuito l'anno successivo al debutto della serie Max Steel.
Benché poco conosciuto negli Stati Uniti, Max Steel è uno dei prodotti di maggior successo commerciale della Mattel. I personaggi della linea di giocattoli sono infatti protagonisti di due serie televisive animate,  una serie di lungometraggi,  due videogiochi per Dreamcast  e un film live action annunciato per il 2011, ed in cui inizialmente era prevista la presenza di Taylor Lautner nel ruolo del protagonista, ma che a marzo 2010 ha però annunciato la propria rinuncia.

## Opere derivate

### Serie televisive
- Max Steel (2000-2002)
- Max Steel (2013-2014)

### Lungometraggi

#### Lista dei lungometraggi
- Max Steel: Endangered Species (2004), direct-to-video
- Max Steel: Forces of Nature (2005), direct-to-video
- Max Steel: Countdown (2006), direct-to-video
- Max Steel: Dark Rival (2007), direct-to-video
- Max Steel: Bio Crisis (2008), direct-to-video
- Max Steel vs. The Mutant Menace (2009) film per la tv
- Max Steel vs The Toxic Legion (2010)
- Max Steel: Montrous Alliance
- Max Steel: la furia di Makkino (2015)
- Max Steel: l'ascesa di Morphos (2015)
- Max Steel: Morphos al potere (2015)
- Max Steel (2015)

#### Max Steel: Endangered Species
Max Steel è in realtà Josh McGrath, un ragazzo che ama agli sport estremi e agente speciale Segreto della N-TEK. Grazie al Turbo Mode, Max ha potuto disporre di maggior forza e velocità. 
Grazie alla tecnologia di animazione più avanzate, ai nuovi effetti musicali, il nostro eroe ha potuto partecipare al Far, sfida delle Americhe, evento sportivo che riunisce atleti di discipline estreme di tutto il continente, che si svolge tra Argentina e Brasile. Durante lo sviluppo della trama, Max Steel riesce a prendere il controllo e la responsabilità dei suoi poteri, assumendo una posizione chiara di leadership. Grazie a questo riesce anche ad aiutare i suoi amici, che, in un'occasione vengono attaccati da uno scorpione. Bioconstrictor e Psycho, i suoi due peggiori nemici, hanno unito le forze per sconfiggerlo, e questo darà inizio ad un'avventura che li condurrà tra Perù ed Ecuador, alle rovine della civiltà Inca. Nel frattempo, Max sarà partner di un Giaguaro dotato di intelligenza che diventerà il suo migliore amico e combatterà insieme a lui terribili nemici.

#### Max Steel: padronanza degli elementi
Dopo aver subito un incidente, il corpo di Josh McGrath viene ricostruito grazie ad un isotopo chiamato, V° Elementium, elemento che si converte integralmente in Max Steel, consentendogli di abbandonare la precedente doppia identità. In questo film, l'agente segreto affronta Elementor, un clone del tardo Bio-con, in grado di diventare acqua, fuoco, terra, aria grazie al ritrovamento di quattro isotopi noti come Elementium. Elementor è ora anche in grado di diventare di metallo, è in grado di causare inondazioni, terremoti ed eruzioni vulcaniche. Max deve prendere una decisione: "Od io, od il pianeta", anche se la debolezza dei quattro isotopi principali è il V° Elementium presente in Max e approfittando del fatto che Elementor non ne sia a conoscenza, decide di combattere Elementor, ma Jefferson non glielo permetterà. Elementor scopre che il V° Elementium non è presente solo in N-Tek, e che, quando è utilizzato alla massima potenza è in grado di creare tornado di terra e metallo. Max impara quindi a padroneggiare la tecnica, Eye of the Storm!, con la quale sembra riuscire a distruggere Elementor.

#### Max Steel: conto alla rovescia
Max Steel dovrà affrontare il più temuto di tutti i cattivi: Elementor, un gigante in grado di  padroneggiare le forze della naturaː acqua, terra, aria, fuoco e metallo. Max Steel riteneva che Elementor fosse scomparso, ma in realtà ha guadagnato la forza necessaria per distruggere il pianeta. Solo Max Steel è in grado di fermarlo, ma questa volta si trova in una situazione complicata, ma la sua forza non è più la stessa. Max deve dimostrare tutto il suo coraggio, la forza e l'intelligenza per raggiungere la vittoria e dimostrare ancora una volta che è l'unico supereroe che può salvare il mondo dalla distruzione.

#### Vs Max Steel Il nemico oscuro
Max Steel ritorna ad una nuova avventura ricca di azione dove affronterà il suo ultimo rivale: l'ex stella di sport estremi invernali, Troy, il ragazzo che Max non aveva mai potuto battere. In una gara, per recuperare un meteorite, il misterioso e potente morphosos di cristallo, Troy viene accidentalmente attaccato da un nuovo e cattivo chiamato Extroyer. Extroyer ha il potere di "estrarre e diventare" ossia è in grado di derubare le vittime del loro potere e della loro forza. Con l'aiuto della sua squadra e dei suoi potenti veicoli N-Tek, Max riesce sia proteggere il mondo che confrontarsi con suo oscuro rivale.

#### Max Steel: Bio crisi
Max Steel dovrà indagare sia il mistero della giungla infetta con viaggioː dallo spazio al centro della Terra. Max è a conoscenza dell'esistenza di Cytro, un robot programmato dal maledetto Dr.Grigor Rendel, allo scopo per distruggerlo. Tuttavia, un difetto nella programmazione spinge Cytro a proteggere Max. Ma è una programmazione a tempo. Max e Cytro aiutano così a contrastare Elementor ed Extroyer per impedirgli di estrarre l'energia di un'antica cometa di vetro sepolta sotto la superficie della Terra. Quando Max Steel perde la sua Biolink di sinistra rimane privo di comunicazioni con l'N-Tek, per cui, per la prima volta, sarà impotente di fronte Extoyer ed Elementor in una gara volta a recuperare la sua Bio-link e a sopravvivere loro nuovo amico-nemico, Cytro.

#### Vs Max Steel minaccia mutante
Max Steel e Cytro danno inizio alla missione più pericolosa e impegnativa contro Toxon, un ex agente super-N-Tek trasformato in rifiuti tossici di carne e sangue. Armati di nuovi poteri Cytro e Max vengono scaraventati nella nuova missione contro gli scagnozzi ripugnanti. L'Antartide grazie al suo freddo è una terra adatta per seppellire rifiuti tossici industriali. Max Steel in questa missione dovrà elaborare un piano per impedire al suo nemico di  distruggere il mondo.
Max Steel si trova nello spazio, in una missione che ha lo scopo di deviare un asteroide in rotta di collisione con la Terra, in particolare diretto verso il Brasile, ma, nello svolgimento di una Cytro esplosiva scopre che la cometa è carica di morfosos. È il residuo di una cometa fatta detonare nel momento della liberazione di Elementor ma imparano che Extoyer è tornato in forma umana, per cui viene portato sulla Terra. 

#### Max Steel: La Vendetta del Makino
Quando le gesta eroiche di Max Steel appaiono in televisione, la sua fama cresce, così come il suo ego. Max sfida gli ordini di Ferrus, così cade nella trappola di un nuovo e pericoloso nemico, Makino, metà uomo e metà macchina. Makino potentissimo ed arrogante, si tratta del giornalista che incontra Berto durante la registrazione di Elementor. Quando Troy riesce a fermare Toxzon un paio di elementi viola cadranno sul giornalista, elementi che ne causeranno la mutazione in Makino. Makino giura di distruggere N-Tek ma soprattutto Max Steel, l'unica cosa che supera il suo ego è l'odio di Makino per Max Steel. Usando la sua capacità di controllare le macchine, Makino cerca di porre l'umanità intera contro Max.
Mentre aumenta il potere di Makino, la squadra di Max Steel si rende conto che è sempre più difficile sconfiggerloː Cytro esaurisce l'energia, Berto viene rapito e N-Tek è costretto a chiudere i battenti. Questa volta, Max deve risolvere la crisi tutto da solo.

#### Max Steel: Monstrous Alliance
In questa nuova avventura Max affronta Toxzon, Makino ed Elementor. Questa volta Max si incontra con Jet, figlia dell'enigmatico Faron Ferrus. N-Tek riesce a far fuggire dei prigionieri da una nave di "cattivi". A questa incredibile avventura partecipano, Max, Cytro, Jet e Berto, contro, Makino, Elementor E Toxzon.

### Videogiochi
- Max Steel: Covert Missions
- Max Steel: Rise of Elementor